# Val Medel
Val Medel är en dal i Schweiz.   Den ligger i kantonen Graubünden, i den sydöstra delen av landet, 110 km öster om huvudstaden Bern.
Trakten runt Val Medel består i huvudsak av gräsmarker. Runt Val Medel är det mycket glesbefolkat, med 4 invånare per kvadratkilometer.